# عبد الحميد آيت بودلال
عبد الحميد آيت بودلال (مواليد 16 أبريل 2006) هو لاعب كرة قدم مغربي، يلعب حاليا في مركز قلب الدفاع في أكاديمية محمد السادس لكرة القدم، وفي المنتخب المغرب تحت 17 سنة.

## مساره مع الأندية
في 11 أكتوبر 2023، اختارت صحيفة الغارديان الإنجليزية آيت بودلال كأحد أفضل اللاعبين المولودين في عام 2006 على مستوى العالم.

## المسار الدولي
تم استدعاء آيت بودلال إلى تشكيلة المغرب تحت 17 سنة للمشاركة في كأس العرب تحت 17 سنة 2022، حيث ساعد المغرب على احتلال المركز الثاني، بعد أن خسر 4-2 في ركلات الترجيح في المباراة النهائية ضد المضيف الجزائر. تم استدعاؤه مرة أخرى للمشاركة في كأس الأمم الأفريقية تحت 17 سنة 2023، حيث سجل هدفين بالبطولة، بما في ذلك الهدف الافتتاحي في مباراة النهائي، ليحتل المغرب المركز الثاني مرة أخرى، وهذه المرة أمام السنغال. وقد تم اختياره ضمن التشكيل المثالي للبطولة.
في 8 نوفمبر 2023، تم استدعاء آيت بودلال للمشاركة في كأس العالم تحت 17 سنة 2023.

## روابط خارجية
- عبد الحميد آيت بودلال على موقع إي إس بي إن إف سي (الإنجليزية)
- عبد الحميد آيت بودلال على موقع قاعدة بيانات كرة القدم.إي يو (الإنجليزية)
- عبد الحميد آيت بودلال على موقع Soccerway.com (الإنجليزية)
- عبد الحميد آيت بودلال على موقع عالم كرة القدم.نت (الإنجليزية)